# Pluto salva la nave
Pluto salva la nave (Pluto Saves the Ship) è una storia a fumetti del 1942, nota per essere il primo fumetto a cui abbia lavorato Carl Barks e la prima storia su comic book con protagonista Pluto. La storia fu scritta da Barks con altri due artisti dello studio d'animazione Disney, Jack Hannah e Nick George, sulla base di un soggetto della direttrice editoriale della Western Printing Eleanor Packer. I disegni sono opera di un artista del layout dello studio mai identificato con certezza, probabilmente Bruce Bushman. La trama, che vede Pluto sventare un sabotaggio su un incrociatore della Marina, è parzialmente ispirata a due cortometraggi di Pluto a cui Barks aveva lavorato, Un problema di ossi (1940) e La mascotte dell'esercito (1942). L'unica altra storia a cui abbia lavorato Barks ad essere ambientata nell'universo di Topolino fu Topolino e il mistero del cappellino rosso (1945), di cui realizzò solo i disegni.
Barks definì la storia "solo uno speciale one-shot progettato per sfruttare il nervosismo del tempo di guerra", e ricordò come il lavoro dei tre sceneggiatori, eseguito in pessime condizioni e per una bassa retribuzione, fosse consistito solo nello scrivere "gag d'azione per dare corpo alla trama di qualcun altro".

## Trama
In un cantiere portuale statunitense si sta per varare un potente incrociatore. La mascotte del cantiere è Pluto, che tuttavia è maldestro a differenza di Baron, il fiero ma aggressivo pitbull del direttore tecnico Mike. L'uomo è però un agente segreto nemico, e manda il cane a prendere dagli altri agenti una bomba a orologeria nascosta in un osso finto che Baron dovrà collocare nella sala macchine della nave. Mentre Baron si dirige verso la nave, Pluto nota il grosso osso che ha in bocca e decide di sottrarglielo. Per diversi minuti i cani continuano a inseguirsi rubandosi l'osso a vicenda finché, sei minuti prima dell'esplosione, non arrivano dalla polizia portuale che si accorge della bomba e fa scattare l'allarme; l'ordigno però viene portato via da Baron che lo rimette nella sala macchine. Pluto lo sottrae nuovamente e viene inseguito da Baron fino a bordo di un aereo di una giostra, che si stacca e vola via schiantandosi sul tetto della casa in cui stanno gli agenti nemici. I due cani fanno cadere nel camino l'ordigno, che esplode e fa saltare in aria la casa. Si salva solo Pluto, che atterra con il rottame dell'aereo. Il cane diventa un eroe nazionale e viene premiato facendogli varare la nave.

## Edizioni
La storia fu pubblicata negli Stati Uniti dalla Dell Comics il 16 luglio 1942 nel n. 7 della collana di comic book Large Feature, ed è uno dei primi fumetti Disney statunitensi a non essere una ristampa di strisce giornaliere. L'unica ristampa negli Stati Uniti avvenne, in bianco e nero e con quattro tavole per pagina, nel settimo volume della collana The Carl Barks Library (marzo 1988). La storia è stata pubblicata in diverse nazioni europee oltre che in Australia e in Brasile. In Italia fu pubblicata, divisa in parti, nei primi sei numeri di Topolino dal 7 aprile a settembre del 1949, con alcune modifiche come la rimozione di vignette e l'aggiunta di didascalie. Nel giugno 1992 fu pubblicata nel n. 33 di Zio Paperone in un'edizione fedele all'originale ma ricolorata, utilizzata anche per le successive ristampe.